# Francesco Farnese (1678–1727)

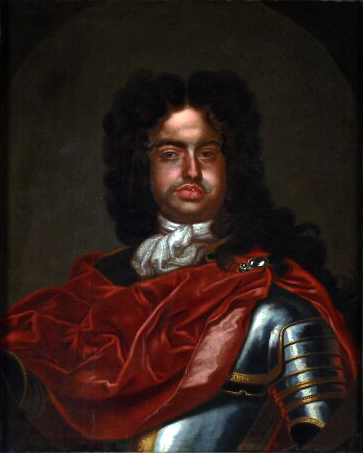
Francesco Farnese, Herzog von Parma und Piacenza. Gemälde im Stadtmuseum Düsseldorf

Francesco Maria Farnese (* 19. Mai 1678 in Parma; † 26. Mai 1727 in Piacenza) war der zweite Sohn des Herzogs Ranuccio II. Farnese von Parma und Piacenza. Er folgte diesem bei dessen Ableben am 11. Dezember 1694 als Herzog, nachdem sein älterer Halbbruder Odoardo II. Farnese im Jahr zuvor gestorben war.
Zwei Jahre nach seiner Thronbesteigung, am 7. Dezember 1696 heiratete er Dorothea Sophie von der Pfalz (* 5. Juli 1670, † 15. September 1748), die Tochter des Kurfürsten Philipp Wilhelm und Witwe seines Halbbruders. Im Gegensatz zu Dorothea Sophies ersten Ehe blieb ihre zweite Ehe kinderlos.
Am 24. Dezember 1714 verheiratete Francesco seine Stieftochter Elisabetta Farnese (1692–1766) mit dem spanischen König Philipp V. (1683–1746). Da sowohl Francesco als auch sein Bruder und Nachfolger Antonio Farnese (1679–1731) keine Nachkommen hatten, erbte sie und damit die Familie der Bourbonen auf dem spanischen Thron nach dem Aussterben der Farnese im Mannesstamm 1731 das Herzogtum Parma und Piacenza.